# Замараєвське
Замара́євське (рос. Замараевское) — присілок у складі Шадрінського району Курганської області, Росія. Входить до складу Сухрінської сільської ради.
Населення — 139 осіб (2010, 200 у 2002).
Національний склад станом на 2002 рік: росіяни — 89 %.